# Faro di Le Tréport
Il faro di Le Tréport è un faro situato in Francia nel dipartimento  della Senna Marittima.
La torre di forma cilindrica, alta 14 metri e dipinta di colore bianco e verde, è posta sull'estremità del molo ovest della città di Le Tréport a segnalazione dell'ingresso del porto.

## Cronologia

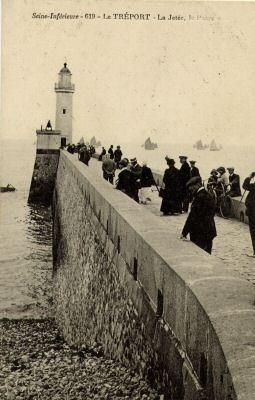
Il faro nel 1915

- Un dipinto raffigurante la visita della regina Vittoria nel 1843, evidenzia la presenza di un faro.[1]
- Nel 1907 il faro viene ricostruito.[2]